# Klaus Lohfink
Klaus Lohfink (* 24. November 1938 in Darmstadt) ist ein deutscher Jazz-Posaunist, Hornist und Saxophonist.

## Leben
Lohfink begann im Alter von acht Jahren, Klavierunterricht an der Landesmusikschule Darmstadt zu nehmen. Mit 16 Jahren bekam er eine Zugposaune, die er autodidaktisch erlernte. Einige Jahre danach kamen dann auch eine Ventilposaune, ein Baritonhorn sowie noch später ein Altsaxophon hinzu.
In seiner frühen Jugend hatte Klaus Lohfink über den amerikanischen Soldatensender AFN Zugang zur Jazzmusik gefunden. Seit 1957 spielte er in Darmstadt in einer Jazzband Dixieland. 1961 wechselte er dann nach Frankfurt zu den Swingcats (Jazz-Festivalsieger Düsseldorf 1961), die von Roland Schneider geleitet wurden. 1964 wechselte er zu den von Günter Boas gegründeten Two Beat Stompers, wo er den Posaunisten und Pianisten Friggi Hoffmann ersetzte. In der Band spielten zu dieser Zeit neben Bandleader Werner Rehm (tp), Emil Mangelsdorff (cl), Joki Freund (p) und (tuba), Ata Berk (dr).
In der Folgezeit spielte Lohfink kurzfristig in diversen Formationen, so im Darmstädter Hartmut Reeb Quintett. Ende der 1960er Jahre trat er dann in das Dietrich Geldern Swingtett ein. Nach dem Ausscheiden von Dietrich Geldern gehörte er zu den Gründern der Frankfurter Hot Swingers. Gründungsmitglieder waren Georg Klauer (dr), Dieter Zingel (b), Werner Sahm (p), Rolf Hetebrüg (tp), Klaus Lohfink (tb), Reinhard Diegel (as). In den folgenden Jahren gab es einen regen Personalwechsel, u. a. Loni Abt (tba) Sousaphon), Peter Beyerer (bj), Dieter Blesing (b), Herbie Hess (p)/(cl), Rolf Kulcke (dr) sowie einen sich wandelnden Jazzstil. Nach der Rückkehr von Roland Schneider nach Frankfurt schloss er sich als Pianist den Hot Swingers an. Dazu kamen dann auch Ata Berk (dr) und Jo Schomann (b). In der Frontline spielten nun Gustl Mayer (ts), Klaus Lohfink (tb), Herbie Hess (cl)/(ts) und Rolf Hetebrüg (tp). Stilistisch wandte sich die Band einem swingenden Dixieland und moderneren Mainstream-Swing zu. Roland Schneider fungierte als Arrangeur. Die Band trat u. a. bei der „Erfinderbörse“ im Fernsehen des Hessischen Rundfunks als ständige Formation auf sowie über mehrere Jahre bei der Internationalen Funkausstellung in Berlin.
Mit der Band begleitete Lohfink eine Reihe namhafter Gesangsinterpreten wie Bill Ramsey, Joan Faulkner, Peter Petrel, Reinhard Mey. In den Folgejahren erfolgten sporadische Personalwechsel durch Conny Jackel (tp), Peter „Sputnik“ Lange (tp), Dominique Chancon (cl)/(sax), Gerd Sondermann (dr), John Oslowski (bar). Klaus Lohfink blieb von der Gründung der "Hot Swingers" bis zur Auflösung Ende der 1980er Jahre Bandmitglied. Danach spielte er als Freiberufler in ganz Deutschland. Er war dabei u. a. Sideman von Benny Bailey, Wild Bill Davison, Peanuts Hucko und Benny Waters.
Zu Beginn der 1990er Jahre trat er der Hanauer Band Sugarfoot Stompers bei und blieb dort etwa zwölf Jahre. Anschließend wechselte er zum Klaus Koop Kwintett mit Klaus Koop (tp) und Jochen Brauer (cl)/(sax). Außerdem spielte er parallel dazu bei den Blue Jazzniks mit Siggi Gerhard (cl)/(sax), Heiner Franz (bjo) und Achim Hamacher (bs).

## Diskografie (Auswahl)
- Blue Jazzniks: "Play Duke", JRCD 20850, DDD, 2007, 61'27", Besetzung Siggi Gerhard (cl)/(sax), Klaus Lohfink (trb), Achim Hamacher (bs), Heiner Franz (bjo)
- Hot Swingers: "Dixieland Party Namber Wann" (LP), CBS 81258, Besetzung Roland Schneider (vl), Klaus Lohfink (trb), Ata Berk (dr), Rolf Hetebrüg (tp), Herbie Hess (cl), Jo Schomann (b), Gustl Mayer (sax)